# Acacia triptycha
Acacia triptycha é uma espécie de leguminosa do gênero Acacia, pertencente à família Fabaceae.